# Альфа (Іллінойс)
Альфа (англ. Alpha) — селище (англ. village) в США, в окрузі Генрі штату Іллінойс. Населення — 675 осіб (2020).

## Географія
Альфа розташована за координатами 41°11′30″ пн. ш. 90°22′50″ зх. д. / 41.19167° пн. ш. 90.38056° зх. д. (41.191760, -90.380577).  За даними Бюро перепису населення США в 2010 році селище мало площу 0,83 км², уся площа — суходіл.

## Демографія
Згідно з переписом 2010 року, у селищі мешкала 671 особа в 291 домогосподарстві у складі 184 родин. Густота населення становила 806 осіб/км².  Було 311 помешкання (374/км²).
Расовий склад населення:
| - 97,5 % — білих - 0,4 % — чорних або афроамериканців - 0,1 % — азіатів |

До двох чи більше рас належало 1,5 %. Частка іспаномовних становила 1,9 % від усіх жителів.
За віковим діапазоном населення розподілялося таким чином: 23,0 % — особи молодші 18 років, 60,0 % — особи у віці 18—64 років, 17,0 % — особи у віці 65 років та старші. Медіана віку мешканця становила 41,5 року. На 100 осіб жіночої статі у селищі припадало 95,6 чоловіків;  на 100 жінок у віці від 18 років та старших — 95,1 чоловіків також старших 18 років.
Середній дохід на одне домашнє господарство  становив 52 747 доларів США (медіана — 42 500), а середній дохід на одну сім'ю — 69 472 долари (медіана — 61 667). Медіана доходів становила 40 227 доларів для чоловіків та 28 125 доларів для жінок. За межею бідності перебувало 5,4 % осіб, у тому числі 6,9 % дітей у віці до 18 років та 0,0 % осіб у віці 65 років та старших.
Цивільне працевлаштоване населення становило 275 осіб. Основні галузі зайнятості: виробництво — 18,9 %, освіта, охорона здоров'я та соціальна допомога — 18,5 %, роздрібна торгівля — 10,5 %, мистецтво, розваги та відпочинок — 10,2 %.